# Sophie Oluwole
Sophie Bosede Oluwole, née en 1935 et morte le 23 décembre 2018, également connue sous le nom de « Mamalawo » (venant du yoruba et signifiant guérisseur, Babalawo), est une philosophe nigériane.
Sophie Oluwole a été la première femme titulaire d'un doctorat en philosophie au Nigeria. Elle a pratiqué la philosophie yoruba, une façon de penser qui provient de ce groupe ethnique d'Afrique de l'Ouest. Elle évoque dans ses œuvres le rôle des femmes dans la philosophie et la faible représentation des penseurs africains dans l'éducation,.

## Biographie
Sophie Oluwole est née à Igbara-Oke, dans l'État d'Ondo, en 1935. Elle va à l'école à Ife. Elle critiquera ultérieurement le système éducatif des années 1940, en disant que les perspectives d'une femme ne correspondaient « pas aux souhaits de jeunes femmes, mais à ceux de leurs parents ».
Elle étudie l'histoire, la géographie et la philosophie à l'Université de Lagos (Unilag), et s'oriente finalement vers la philosophie. Après son premier diplôme, elle est employée en 1972 à l'Unilag pendant un certain temps comme chargée de cours adjointe, puis obtient un doctorat en philosophie à l'Université d'Ibadan. Oluwole est la première femme titulaire d'un doctorat en philosophie au Nigéria. Devenue professeure diplômée, Oluwole enseigne la philosophie africaine à l'Unilag pendant six ans entre 2002 et 2008.
Les enseignements et les œuvres d'Oluwole sont généralement attribués à l'école de pensée philosophique yoruba, enracinée dans les croyances culturelles et religieuses (Ifá) des différentes régions du Yorubaland. Selon Oluwole, cette  philosophie est antérieure à la tradition occidentale, et cite comme exemple de la pensée traditionnelle d'Afrique de l'Ouest l'oracle Orunmila. Orunmila et Socrate, représentant pour elle les traditions philosophiques africaines et occidentales, sont deux des plus grandes influences d'Oluwole, qu'elle évoque dans un ouvrage qu'elle leur consacre.
Elle meurt le 23 décembre 2018, à l'âge de 83 ans,.

## Principales publications
- 1992 : Witchcraft, Reincarnation and the God-Head (Issues in African Philosophy);
- 1997 : Philosophy and Oral Tradition;
- 2014 : Socrates and Ọ̀rúnmìlà: Two Patron Saints of Classical Philosophy;
- 2014 : African Myths and Legends of Gender.